# Yatterman (film)
Pour plus de détails, voir Fiche technique et Distribution.
Yatterman (ヤッターマン, Yattāman) est un film japonais réalisé par Takashi Miike, sorti en 2009. C'est une adaptation de l'anime Yatterman créé en 1977.

## Synopsis
Quelque part dans le monde, Yatterman 1 et une héroïne, Yatterman 2, combattent à travers les temps leurs ennemis, un groupe de voleurs composé de Doronjo (la belle femme à la tête du groupe), Boyakki, (le mécanicien) et Tonzura, (l'homme costaud). Le groupe de voleurs cherche la pierre Dokuron stone car avoir en sa possession les 4 Dokuron stone permet d'accomplir des miracles. Les Yattermans se dressent alors contre eux afin d'empêcher ce complot.

## Fiche technique
- Titre : Yatterman
- Titre original : ヤッターマン (Yattāman)
- Réalisation : Takashi Miike
- Scénario : Tatsuo Yoshida et Masashi Sogo d'après l'anime Yatterman de Tatsuo Yoshida
- Musique : Ikuro Fujiwara
- Photographie : Hideo Yamamoto
- Montage : Kenji Yamashita
- Production : Yoshinori Chiba, Naoki Satô, Takahiro Satô et Akira Yamamoto
- Société de production : Horipro, J Storm, Nikkatsu, Nippon Television Network, Oriental Light and Magic, Shōchiku, Tatsunoko Production, Video Audio Project et Yomiuri Telecasting Corporation
- Société de distribution : Shōchiku, Nikkatsu (Japon)
- Pays :  Japon
- Genre : Action, fantasy, science-fiction
- Durée : 111 minutes
- Dates de sortie : 
  -  Japon : 7 mai 2009

## Distribution
- Shō Sakurai (VF : Yann Pichon) : Gan Takada (Gan-chan) / Yatterman 1
- Saki Fukuda (VF : Isabelle Volpe) : Ai Kaminari (Ai-chan) / Yatterman 2
- Kyōko Fukada : Doronjo
- Chiaki Takahashi (VF : Vincent de Bouard) : Omotchama (voix)
- Katsuhisa Namase (VF : Nicolas Beaucaire) : Boyacky
- Kendo Kobayashi (V. F. : Frédéric Souterelle) : Tonzra
- Junpei Takiguchi : Dokurobei (voix)
- Anri Okamoto (VF : Ingrid Donnadieu) : Shōko
- Kōichi Yamadera : le narrateur, Yatter-Wan, Otate-Buta (voix)

Source et légende : Version française (V. F.) sur RS Doublage

## Box-office
Le film a rapporté 30,4 millions de dollars au box-office.